# Ранко Рубежић
Ранко Рубежић (Пећ, 1951 — Београд, 19. фебруар 1985) био је српски криминалац.

## Биографија
Ранко Рубежић рођен је 1951. године у Пећи, у сиромашној породици црногорског порекла, његово детињство и одрастање повезани са Лекиним брдом. Отац му је био пуковник ЈНА. Уличне туче, ситне крађе, провале и боравци у притвору за малолетнике били су редовни део Рубежићеве ране младости.
У раним двадесетим годинама Рубежић је емигрирао у западну Европу, проводећи време у Западној Немачкој, Белгији, Холандији, Аустрији и Италији, где је зарађивао рекетирајући изнуђујући мала предузећа.
Крајем 1970-их, вратио се у СФР истакнута криминална личност у Београду, локално позната као „Дач Шулц“, био је први београдски рекетар. Владао је читавим градом крајем седамдесетих, био је неприкосновен у свим деловима града. Краљ мафијаша, како су неки тада говорили о њему. У свему је имитирао „Дач Шулца“, чувеног чикашког мафијаша. Због тога је касније и сам добио тај надимак.
Тадашњи криминалци били су добро познати полицији, па су упркос свим радњама имали пријатељски однос са инспекторима. Обилазио је хотеле у којима је знао да се одвија проституција и узимао новац од рецепционара са касе, у затвору је први пут „заглавио“ 1978. године, управо због тих дела, јер су га пријавили из хотела „Москва“ и „Србија“. Међутим, у то време такви „послови“ нису третирани као посебно озбиљно кривично дело, јер појам рекетирања у Београду још увек није схваћен довољно озбиљно. Добио је шест месеци затвора. Две године касније, због истог дела, које је званично оквалификовано као „дрска крађа“, зарадио је још шест месеци затвора.
У децембру 1984. године, испред клуба у Београду, тешко је ранио Јована Симендића. У кафани „Чубурска липа“ на Црвеном крсту из чиста мира претукао је човека, ударајући га ручном бомбом по глави. Тада је већ имао надимак београдски „Дач Шулц“.
На Рубежића је покушано неколико атентата. Све је преживео, па се у подземљу пуно говорило да га неће ни метак. Међутим, 1984. године долази у сукоб са Ђорђем Божовићем Гишком. Дружење је трајало све док једног дана Ранко није опљачкао казино у хотелу Србија, који је био под Гишкином заштитом, а Ранко је то знао.
Сукоб међу њима се интензивирао до максимума. Срели су се у Топчидеру. Ранко је повукао револвер магнум, али Гишка је прибегао лукавству, рекавши: „Брате, је ли против мене? Хоћемо ли се ми Црногорци убијати?!“ Ранко је оклевао, вратио пиштољ за појас и почели су да се грле. Међутим, Гишка је на превару украо пиштољ и испалио му три метка у стомак. Затим га је одвео до оближње железничке пруге и оставио на шинама. Од надолазећег воза у последњи час спасио га је железничар, који је у том тренутку случајно наишао и видео га у бесвести на шинама. Ранко је тако стигао у болницу и опоравио се, а Гишка је, да би држао главу на раменима, морао на „службено путовање“ у иностранство. Рубежић није имао пријатеље, многи су га се плашили, био је страх и трепет у подземљу Белгије, Холандије, Аустрије, Италије, а чак је и сицилијанска мафија била опрезна према њему.
Увек је носио ручну бомбу, револвер магнум, а врло често и аутоматски пиштољ израелске производње за уличне борбе „Узи“. Није се одвојио од оружја. Постоје и сведочења да је на плажи у Будви, усред лета, у воду ушао са „магнумом“ у футроли испод руке.
Четворица његових потчињених криминалаца, Мирослав „Вуја“ Вуишић, Драган „Дадиља“ Поповић, Борис Петков и Бојан Петровић пуцали су у њега, 19. фебруара 1985. Био је први криминалац у београдском подземљу који је убијен у заседи (сачекуши), његово убиство изазвало је медијску помаму у комунистичкој Југославији. Под називом „сачекуша“ - нешто што ће постати уобичајена појава у граду и земљи током деведесетих и раних делова 2000-их. година, као чињеници која је ту, међу нама. Убијен је на улици. Ништа није оставио за собом. Тако се завршила прича о београдском Дач Шулцу.